# 岡田英里
岡田 英里（おかだ えり、1997年12月18日 - ）は、日本の元女子バスケットボール選手である。茨城県出身。ポジションはガード。ニックネームは「セイ」。

## 人物
明秀学園日立高校から東京医療保健大学に進み、4年時にはユニバーシアード日本代表に選ばれ4位。
卒業後の2020年、富士通レッドウェーブに加入。2022−2023シーズンには21試合に出場し平均7.7得点を記録していたが、同年のプレーオフにはコンディション不良を理由に出場しなかった。
22-23シーズン限りで現役引退した。

## 経歴
- 明秀学園日立高 - 東京医療保健大 - 富士通レッドウェーブ（2020〜2023）

## 代表歴
- 2019ユニバーシアード